# Dolores Fuller
Dolores Fuller, nome d'arte di Dolores Agnes Eble (South Bend, 10 marzo 1923 – Las Vegas, 9 maggio 2011), è stata un'attrice e cantautrice statunitense.

## Biografia
Dolores Fuller è stata compagna del regista Ed Wood, il quale la diresse nei film Glen or Glenda (1953), Jail Bait (1954) e La sposa del mostro (1955). La Fuller scrisse inoltre varie canzoni di musica leggera: tra i suoi successi vi sono due classici di Elvis Presley, Rock-a-Hula-Baby e Do the Clam.
Nel film Ed Wood (1994) viene interpretata da Sarah Jessica Parker.

## Filmografia parziale
- Glen or Glenda, regia di Ed Wood (1953)
- Mesa of Lost Women, regia di Ron Ormond, Herbert Tevos (1953)
- Girls in the Night, regia di Jack Arnold (1953)
- Gardenia blu (The Blue Gardenia), regia di Fritz Lang (1953)
- Le ore sono contate (Count the Hours), regia di Don Siegel (1953)
- Jail Bait, regia di Ed Wood (1954)
- L'amante proibita (This is My Love), regia di Stuart Heisler (1954)
- La sposa del mostro (Bride of the Monster), regia di Ed Wood (1955)
- Dimensions in Fear, regia di Ted V. Mikels (1998)